# Buchloe dactyloides
Buchloe (también escrito Buchloë) es un género monotípico de plantas herbáceas perteneciente a la familia Poaceae. Su única especie:  Buchloe dactyloides (Nutt.) Engelm. , es originaria de las praderas de Norteamérica.

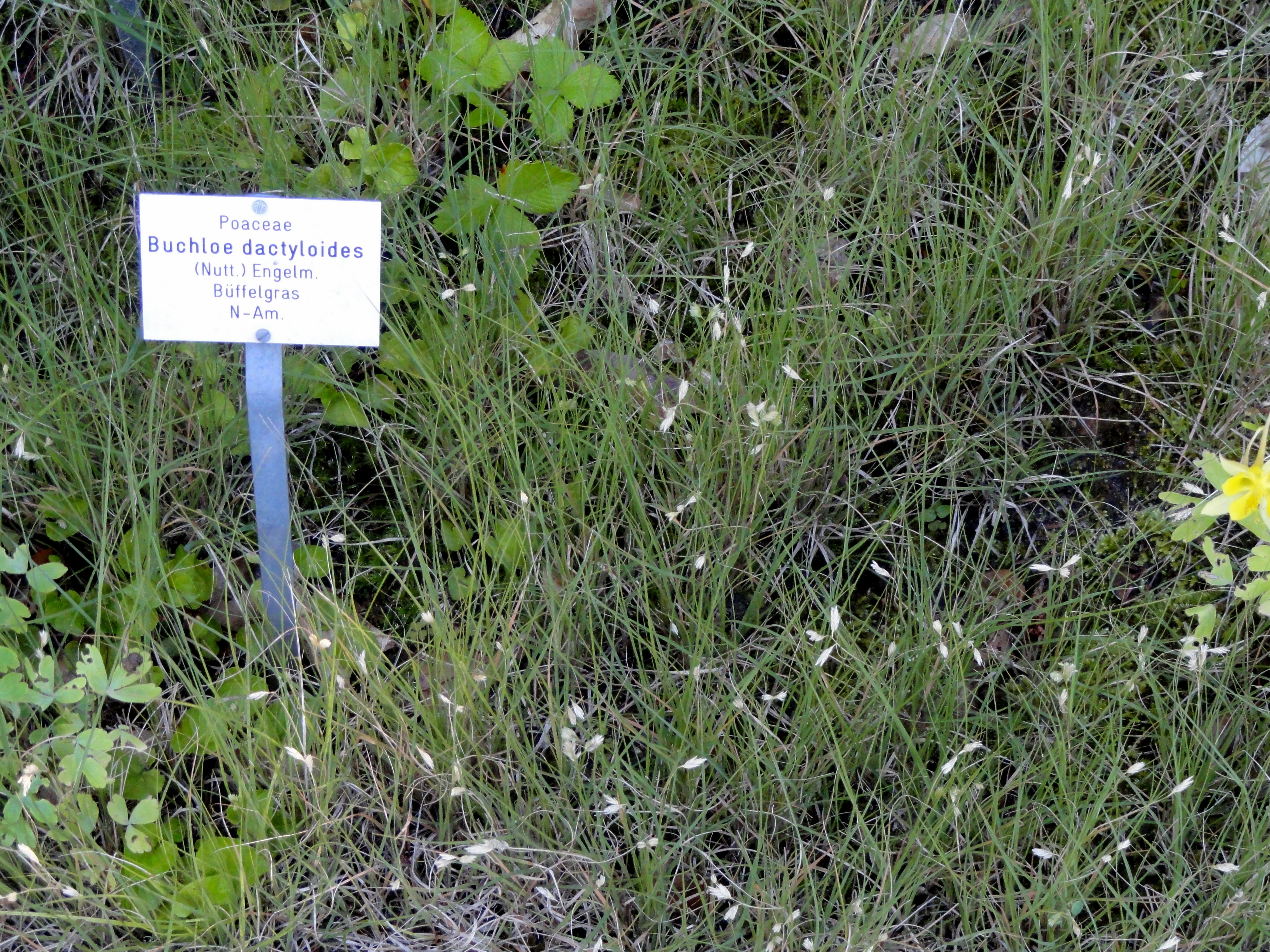
Vista de la planta

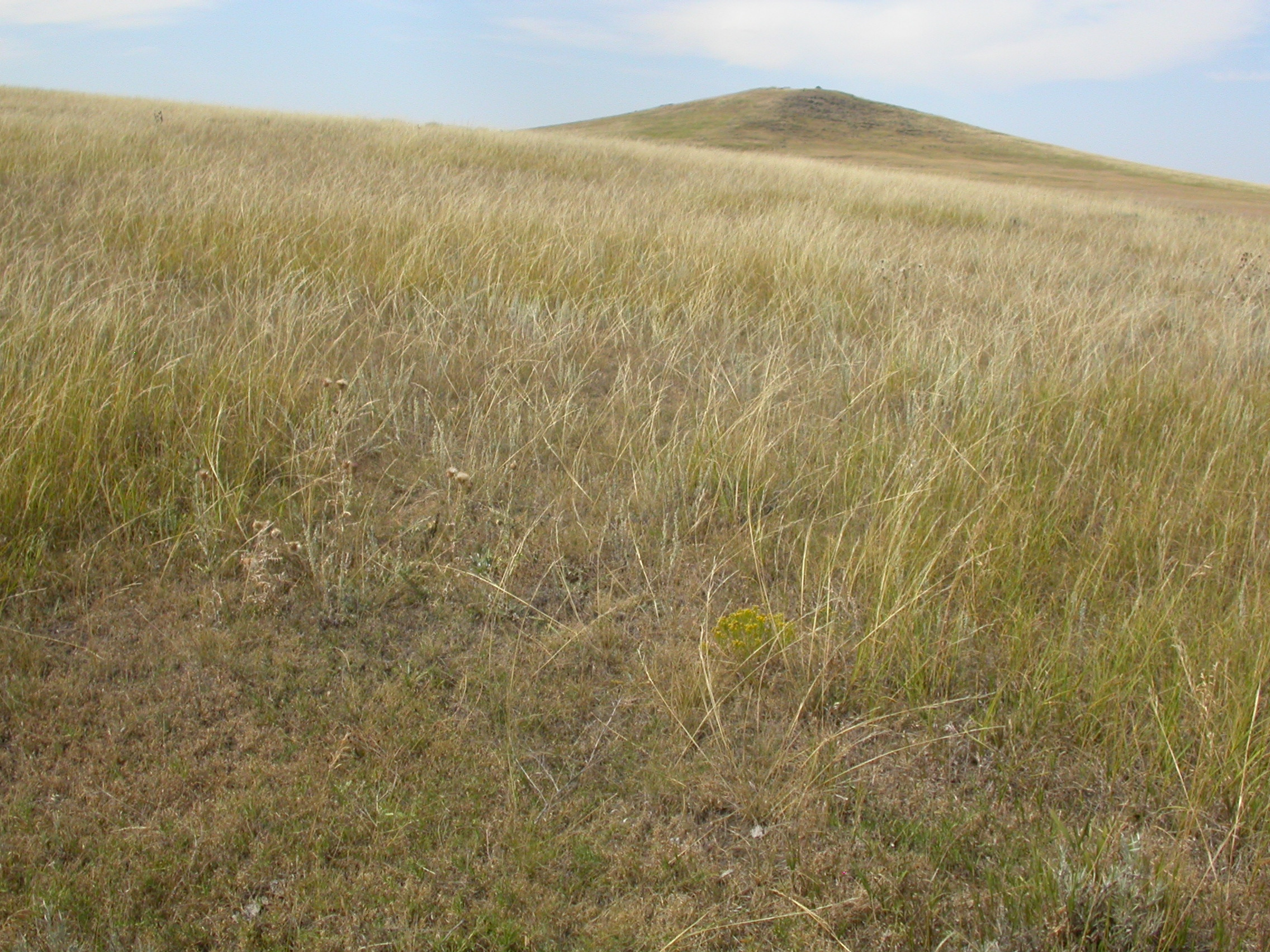
En su hábitat

## Descripción
Es una planta baja de color gris-verde, denso césped perenne; estolonífero. Con culmos de 1-30 cm de alto; herbáceos; no ramificado arriba. Entrenudos del culmo sólido. Hojas no agregadas basales; no auriculadas. Hoja con lámina estrecha; de 1-2 mm de ancho (esparcidamente pilosa); sin glándulas multicelulares abaxiales; sin venación; laminado en la yema. La lígula es una franja de pelos de 0,5 mm de largo.  Plantas monoicas con todas las espiguillas fértiles unisexuales (ocasionalmente), o dioicas ; sin floretes hermafroditas. Las espiguillas de formas sexualmente distintas en la misma planta, o todos por igual en la sexualidad; sólo para femeninas o sólo femeninas. Las espiguillas machos y las hembras fértiles en diferentes inflorescencias. Plantas exogámicas (al menos, cuando son dioicas).

## Importancia económica
B. Dactyloides es una especie de maleza, forrajes cultivados e importante especie de pasto nativo. 

## Taxonomía
Buchloe dactyloides fue descrita por (Nutt.) Engelm. y publicado en Transactions of the Academy of Science of St. Louis 1: 432, pl. 12 & 14, f. 1–17. 1859.
Citología
El número cromosómico básico del género es x = 10, con números cromosómicos somáticos de 2n = 20, 40, 56 y 60, ya que hay especies diploides y una serie poliploide.
Etimología
Buchloe nombre genérico que deriva del griego boubalos (búfalo) y chloë (hierba), una referencia a la denominación común 'Buffalo Grass'.
dactyloides: epíteto latíno que significa "como dedos".
Sinonimia
Sinonimia del género:
- Bulbilis Raf.
- Calanthera Hook.
- Lasiostega Benth.[1] ta efewbduvwbjv a

Sinonimia de la especie:
- Anthephora axilliflora Steud.
- Bouteloua mutica Griseb. ex E.Fourn.
- Bulbilis dactyloides (Nutt.) Raf. ex Kuntze
- Calanthera dactyloides (Nutt.) Kunth ex Hook.
- Casiostega dactyloides (Nutt.) E.Fourn.
- Casiostega hookeri Rupr. ex E.Fourn.
- Lasiostega humilis Rupr. ex Munro
- Melica mexicana Link ex E.Fourn.
- Sesleria dactyloides Nutt.[2]
- Bouteloua dactyloides (Nutt.) Columbus[4]